# بيترا سيتكوفسكا
بيترا سيتكوفسكا (بالتشيكية: Petra Cetkovská)‏ مواليد 08 فبراير 1985 في مدينة بروستيوف في تشيكوسلوفاكيا سابقاً والتشيك حالياً، هي لاعبة كرة مضرب تشيكية تلعب باليد اليمنى بدأت مسيرتها كمحترفة عام 2000 وتحتل حالياً المرتبة رقم. 80 (16 أبريل 2014) في تصنيف رابطة محترفات كرة المضرب.

## السيرة الذاتية
بدأت بيترا يستكوفسكا لعب التنس وهي في سن الخامسة، نشأت في عائلة من أصول مقدونية وهي أصغر أفراد أسرتها، والده بيتر يعمل في متجر نادي تنس محلي، ووالدتها آلينا تعمل ممرضة.
تعرضت سيتكوفسكا لحادث اصطدام بجدار أثناء لعبها مع صديقتها مما أدى لحدوث تورم في الدماغ وهي في سن 14، بعد عاميين خضعت لعملية جراحية بالدماغ بسبب التورم الناجم عن الحادث، وبعد عام تعافت كلياً من الورم والذي عرقل تقدمها في مشوارها الرياضي. كما تعرضت لكسر في قدمها في نهائي بطولة أستراليا المفتوحة لصغار الزوجي.
يقوم بتدريبها ستيفان شاريت وتستشهد بلاعبها المفضل روجر فيدرير، وهي تتكلم ثلاث لغات التشيكية، الفرنسية، الإنجليزية. وقد عاشت علاقة عاطفية مع لاعب التنس ماركوس باجداتيس.

## المسيرة الاحترافية
بدأت بيترا سيتكوفسكا مسيرتها الاحترافية سنة 2000، ومنذ ذلك الوقت فازت ب (21) في الاتحاد الدولي لكرة المضرب للفردي، و 24 لقب بالزوجي.

## روابط خارجية
- بيترا سيتكوفسكا على موقع رابطة محترفات التنس (الإنجليزية)
- بيترا سيتكوفسكا على موقع الاتحاد الدولي لكرة المضرب (الإنجليزية)
- بيترا سيتكوفسكا على موقع كأس بيلي جين كينغ (الإنجليزية)
- بيترا سيتكوفسكا على موقع خلاصة التنس.كوم (الإنجليزية)
- بيترا سيتكوفسكا على موقع أوليمبيديا (الإنجليزية)
- بيترا سيتكوفسكا على موقع اللجنة الأولمبية التشيكية (التشيكية)